# Сирійський султанат
Сирійський султанат або Держава Сирійських Сельджуків (1092—1117 роки) — держава в Сирії та Палестині зі столицею спочатку в Дамаску, згодом — Алеппо (Халебі), що утворилася внаслідок процесу розпаду Сельджуцької імперії. Доволі швидко розпалася на два володіння, представники яких боролися між собою. Зрештою, це призвело до захоплення значних володінь учасниками Першого хрестового походу, а за цим — князівство Антіохійським та королівство Єрусалимським. На початку XII ст. послаблених Сельджуків змінили династії Бурідів (в Дамаску) та Артукідів (в Алеппо).

## Історія

### Передумови
За часів Алп-Арслана, султана Великих Сельджуків, розпочалося завоювання Сирії і Палестини. Вперше огузи з'явилися в Палестині наприкінці 1060-х років. Їх в кількості 3-4 тисячі кибиток привів сюди Курлу, який разом з Атсизом ібн Уваком (хрезміцем), заснував тут невеличке тюркське володіння з центром в Рамлі. У 1071 році його очолив Атсиз. Невдовзі він опанував південними районами Сирії, за винятком портів Яффа і Аскалан. Взявши Єрусалим, він переніс сюди столицю емірату. Потім Атсиз повернув війська на північ і взяв в облогу Дамаск, однак всі спроби оволодіти містом виявилися марними. Лише з третьої спроби у 1076 році Дамаск було взято. В результаті, під владою Атсиза опинилася Південна Сирія та Палестина.
Слідом за цим розпочалася кампанія проти Єгипту, де панували Фатиміди, однак наприкінці 1076 — початку 1077 року сельджуцьке військо на чолі із Атсизом зазнало важкої поразки у битві під Каїром. Султан Малік-шах I змістив маліка Атсиза ібн Увака аль-Хорезмі, що зазнав поразки від Фатимидів й опинився в складній ситуації в Дамаску.
Замість нього було призначено маліком (правителем) Сирії та Палестини Тутуша. Протягом 1080-х років він вів постійні бойові дії проти Фатимідського халіфату та кочових огузів, різними місцевих династів, в результаті чого приєднав до своїх володінь Північну Сирію. У 1086 році у битві при Алеппо було завдано поразки військам Румського султанату, чим зупинено на тривалий час експансією цієї держави на Схід.

### Утворення
1092 року після смерті султана Малік-шаха, Тутуш оголосив себе самостійним правителем, прийнявши титул султана. Він деякий час опікувався лише своєю державою. Втім, боротьба між претендентами на трон Великих Сельджуків дала йому надію оволодіти усіма державами Сельджуків. В цій боротьбі він загинув у 1095 році. Це призвело, в свою чергу, до послаблення Сирійського султанату. Нащадки Тутуша I розділили його володіння зі столицями в Дамаску та Алеппо. Деякий час обидва носили титули султана, претендуючи на батьківську спадщину. Однак, згодом титул закріпився лише за маліками Алеппо.

### Боротьба з хрестоносцями
Війна між обома гілками Сирійських Сельджуків завдала удару військовій потузі Дамаску та Алеппо. В цей час до Сирії вдерлися війська учасників Першого хрестового походу. Розрізнені дії султанів Алеппо та емірів Дамаску призвели до їх поразок. В результаті, європейцям вдалося протягом 1098—1105 років захопити області Західної Сирії та центральної Палестини, утворивши Антіохійське князівство, графство Триполі та Єрусалимське королівство. У наступ проти султанату перейшов Фатимідський халіфат.
Лише у 1101 році стали робитися спроби дати відсіч хрестоносцям. Султани Алеппо уклали союз з румським султанатом та атабеками Мосула. Завдяки цьому вдалося не допустити прибуття підкріплення з Європи та розширення володінь хрестоносців. Проте, це був тимчасовий успіх.

### Занепад
У 1104 році формально відбулося об'єднання султанату. Втім, фактично того ж року влада Сельджукидів в Дамаску була втрачена: тут посіли трон з титулами атабеків представники роду Бурідів. В подальшому, боротьба султанів зосередилася проти Антіохійського князівства та секти нізаритів, що набула в Сирії значного поширення. Поразки протягом 1105—1107 років від хрестоносців призвели до відмови від активної політики проти князівства Антіохія, з яким було укладено 1111 року мирний договір, за умови сплати султанами данини. У 1116 році правителі Алеппо визнали зверхність Антіохії.
Разом з цим двір султанів став місцем постійної боротьби різних груп знаті: одні виступали за мирні відносини з сусідами, інші — закликали до війни з європейцями. В результаті, у 1117 році влада фактично опинилася у роду Артукідів. 1117 року було повалено останнього султана — Султан-шаха. Новим маліком з титулом атабека став Іль-Газі II Артукід, що розпочав війну проти хрестоносців. Сирійський султанат остаточно припинив своє існування.

## Правителі
- Тутуш I, султан Сирії у 1092—1095 роках

### Султани Алеппо
- Радван, 1095—1113 роки, з 1104 року — султан Сирії (номінально)
- Алп-Арслан, 1113—1114 роки
- Султан-шах, 1114—1117 роки

### Еміри Дамаску
- Дукак, 1095—1104 роки
- Тутуш II, 1104 рік
- Бактак, 1104 рік